# Lupul de pe Wall Street
Lupul de pe Wall Street (original The Wolf of Wall Street) este un film american de comedie neagră din 2013, regizat de Martin Scorsese, bazat pe memoriile cu același nume ale lui Jordan Belfort. Filmul a fost lansat pe 25 decembrie 2013. Scenariul a fost scris de Terence Winter, filmul avându-l ca protagonist pe Leonardo DiCaprio în rolul lui Belfort, un broker din New York care conduce o firmă care se ocupa cu fraude de titluri mobiliare și corupție pe Wall Street în anii 1990. De notat faptul ca scenaristul si producatorul Terence Winter a creat serialul TV "Boardwalk Empire" împreuna cu Martin Scorsese, difuzata de HBO din 2010.
Filmul îi mai are în distribuție pe Jonah Hill, Margot Robbie, Matthew McConaughey și Jean Dujardin. Este cea de-a cincea colaborare dintre Scorsese și DiCaprio, și a doua dintre Scorsese și Winter, după Boardwalk Empire.
Filmul a fost primit pozitiv de către critici, dar de asemenea este controversat pentru ambiguitatea sa morală, prezența drogurilor, și drepturile animalelor.. Filmul a fost nominalizat pentru 5 premii Oscar, printre care "Cel mai bun film"(Best Picture) si "Cel mai bun regizor"(Best Director). Filmul este istoric semnificativ ca primul film important distribuit în întregime digital. Este de remarcat pentru a fi filmul de dramă cu cele mai multe ori pronunțat cuvântul "fuck".

## Distribuție
- Leonardo DiCaprio în rolul lui Jordan Belfort[22][23]
- Jonah Hill în rolul lui Donnie Azoff (based on Danny Porush)
- Margot Robbie în rolul lui Naomi Lapaglia (based on Nadine Caridi)[24][25]
- Matthew McConaughey în rolul lui Mark Hanna[26]
- Kyle Chandler în rolul lui Patrick Denham (based on FBI Agent Gregory Coleman)
- Rob Reiner în rolul lui Max Belfort[27][28]
- Jon Bernthal în rolul lui Brad Bodnick[29]
- Jon Favreau în rolul lui Manny Riskin
- Jean Dujardin în rolul lui Jean-Jacques Saurel[30]
- Joanna Lumley în rolul lui Aunt Emma
- Cristin Milioti în rolul lui Teresa Petrillo[31]
- Christine Ebersole în rolul lui Leah Belfort
- Shea Whigham în rolul lui Captain Ted Beecham
- Katarina Čas în rolul lui Chantalle Bodnick
- P. J. Byrne în rolul lui Nicky "Rugrat" Koskoff
- Kenneth Choi în rolul lui Chester Ming[32]
- Brian Sacca în rolul lui Robbie "Pinhead" Feinberg
- Henry Zebrowski as Alden "Sea Otter" Kupferberg
- Ethan Suplee în rolul lui Toby Welch
- Barry Rothbart în rolul lui Peter Diblasio
- Jake Hoffman în rolul lui Steve Madden
- Mackenzie Meehan as Heidi Azoff[33][34][35]
- Spike Jonze în rolul lui Dwayne
- Bo Dietl în rolul său
- Jon Spinogatti as Nicholas
- Aya Cash în rolul lui Janet
- Rizwan Manji în rolul lui Kalil
- Stephanie Kurtzuba în rolul lui Kimmie Belzer
- J. C. MacKenzie în rolul lui Lucas Solomon
- Ashlie Atkinson în rolul lui Rochelle Applebaum
- Stephen Kunken în rolul lui Jerry Fogel
- Edward Hermann în rolul naratorului comercial Stratton Oakmont
- Jordan Belfort în rolul lui Auckland Straight Line host
- Ted Griffin în rolul lui Agent Hughes
- Fran Lebowitz în rolul lui Judge Samantha Stogel
- Robert Clohessy în rolul lui Nolan Drager
- Natasha Newman Thomas as Danielle Harrison
- Sandra Nelson în rolul lui Aliyah Farran
- Welker White în rolul chelneriței
- Aaron Lazar în rolul lui Blair Hollingsworth
- Steve Witting în rolul lui SEC Attorney
- Donnie Keshawarz în rolul lui Stratton Oakmont Broker
- Chris Riggi în rolul lui Party Broker
- Sharon Jones în rolul lui a wedding singer
- Zineb Oukach în rolul lui hostesei Naomi
- Ashley Springer în rolul aplicantului la job
- Peter Youngblood Hills în rolul lui an audience member

## Vezi și
- A 71-a ediție a Premiilor Globul de Aur